# Nudaria mesombra
Nudaria mesombra är en fjärilsart som beskrevs av George Francis Hampson 1918. Nudaria mesombra ingår i släktet Nudaria och familjen björnspinnare. Inga underarter finns listade i Catalogue of Life.